# Aurora (Iowa)
Aurora és una població dels Estats Units a l'estat d'Iowa. Segons el cens del 2000 tenia 194 habitants.

## Demografia
Segons el cens del 2000, Aurora tenia 194 habitants, 78 habitatges, i 52 famílies. La densitat de població era de 131,4 habitants per km².
Dels 78 habitatges en un 33,3% hi vivien nens de menys de 18 anys, en un 55,1% hi vivien parelles casades, en un 11,5% dones solteres, i en un 32,1% no eren unitats familiars. En el 29,5% dels habitatges hi vivien persones soles el 16,7% de les quals corresponia a persones de 65 anys o més que vivien soles. El nombre mitjà de persones vivint en cada habitatge era de 2,49 i el nombre mitjà de persones que vivien en cada família era de 3,09.
Per edats la població es repartia de la següent manera: un 28,4% tenia menys de 18 anys, un 7,2% entre 18 i 24, un 26,3% entre 25 i 44, un 21,6% de 45 a 60 i un 16,5% 65 anys o més.
L'edat mediana era de 37 anys. Per cada 100 dones de 18 o més anys hi havia 104,4 homes.
La renda mediana per habitatge era de 38.750 $ i la renda mediana per família de 42.188 $. Els homes tenien una renda mediana de 25.000 $ mentre que les dones 22.500 $. La renda per capita de la població era de 16.254 $. Entorn del 15,8% de les famílies i el 19,5% de la població estaven per davall del llindar de pobresa.

## Poblacions més properes
El següent diagrama mostra les poblacions més properes.